# 葡佔長崎
葡佔長崎（葡萄牙語：Nagasáqui portuguesa），又稱教會領長崎（日語：教会領長崎）是指日本戰國時代末期的1580年至1587年長崎市處於葡萄牙統治之下的時期。根據教皇良十世在1514年授予葡萄牙的保教權（葡萄牙語：Padroado português），葡萄牙王室和其代表被視為該市的最高權力者，耶穌會代表葡萄牙王室執行在長崎市的權力。

## 葡佔長崎的成立

### 葡萄牙人與日本的接觸
1543年，一群原本打算前往中國的葡萄牙商人漂流到種子島，這是西方人首次登陸日本。
此後，葡萄牙人開始利用馬六甲進行中國和日本之間的貿易，當時中國對日本實施海禁政策，故葡萄牙人以該地充當兩國之間的中間港埠。1550年，葡萄牙國王約翰三世宣布對日本貿易為「王室壟斷」，從此以後，只有被果阿（葡屬印度）授權的船隻才能通行。1557年，明朝廣州當局將澳門租借給葡萄牙人以支持這種貿易，葡萄牙人則以進貢白銀的方式租借澳門。
當時日本的內戰狀態對葡萄牙人非常有利，因為幾位相互競爭的大名試圖都吸引葡萄牙的「黑船」進入其領土與之貿易。葡萄牙人最初與肥前國平戶城領主松浦隆信來往，或在大友宗麟的豐後國停留。1561年，在松浦藩領地平戶宮前，葡萄牙商人與日本商人之間的爭端引發了宮前事件和發生多起外國人被殺事件後。這促使葡萄牙人尋求新的港口。

### 葡萄牙耶穌會與大村純忠的接觸
1562年，肥前國三城城領主大村純忠邀請耶穌會士及葡萄牙人落腳長崎，條件是和他結盟。純忠將領地內的橫瀨浦作為港口，他深知耶穌會傳教士在葡萄牙商人中擁有相當大的影響力，因此也為耶穌會士提供住房和其他便利的設施。橫瀨浦因此繁榮起來，純忠也從中獲得了不少的財政收入。
翌年，在傳教士的指導下，大村純忠及其家臣接受了神父的洗禮，改信基督教，成為日本首位吉利支丹大名（日語：キリシタン大名），採用「唐」（萄萄牙語：Dom，日語：ドン）的稱號，受洗後獲教名「巴爾多祿茂」（萄萄牙語：Bartolomeo，日語；バルトロメオ）。
皈依後，在耶穌會士的影響下，純忠下令夷平佛教寺廟和神道教神社。 純忠的臣民被迫改宗，否則將被放逐。耶穌會士加斯帕·科埃略則助長了毀壞寺廟和迫害非基督徒的行徑。毀壞和迫害源自於純忠的宗教狂熱，耶穌會士堅持認為，既然葡萄牙人曾保護過他和他的疆域，毀壞寺廟和神社便是報答他們的最恰當方式。耶穌會士也認為，要牢固地紮根基督教，就必須在建築和符號層面上徹底消滅當地宗教。
由於戰國時期政治分裂且充滿不確定性，純忠很可能是為了從葡萄牙的技術和武器中獲益而皈依基督教。然而，在受洗之後，純忠對他的新信仰表現出了更多的興趣和真誠的虔誠。

### 長崎開埠
大村純忠的私生子憎恨純忠，因而發動了一場反抗他的起義。在混亂中，橫瀨浦被焚毀，結束了那裡的對外貿易。最終，純忠決定於1570年向葡萄牙人開放了長崎港口，並資助其發展。
1571年，大村純忠將長崎小漁村的部分土地劃給了耶穌會士，並劃分為六個街區，以接待來自其他領土的流亡基督徒和葡萄牙商人。耶穌會士像果阿和馬六甲一樣，以聖保羅的名義建造了一座小教堂和一所大學。到1579年，長崎擁有400座房屋，也有已婚葡萄牙男人居住。
1578年，龍造寺隆信進攻長崎時，葡萄牙人協助純忠擊退了他們。由於擔心長崎可能落入其對手松浦隆信之手，大村純忠決定於1580年將長崎直接贈予耶穌會士。
作為被任命的「印度教區視察員」（英語："Visitor of Missions in the Indies"），范禮安（意大利語：Alessandro Valignano）本人也是一位法學家，負責與純忠簽訂租約條款，包括所有法律細節。耶穌會士則負責選出一位管理長崎的領主，並向純忠宣誓效忠，而純忠名義上仍被視為該領土的領主。根據這項雙邊協議，長崎的處境與澳門非常相似，當時葡萄牙人同意向廣州當局支付一筆費用，以換取對該領土的特殊權利。

## 葡萄牙統治時期的長崎城市
與許多受中國模式啟發而建的網格狀亞洲城市不同，長崎的城市結構圍繞著一個中心而建，最重要的建築都位於該中心，即教堂、仁慈堂（葡萄牙語：Santa Casa da Misericórdia）和市政廳，而且長崎兵沒有任何防禦工事。
長崎有一部與日本法律不同的《民法典》和《刑法典》，後者藉鑒了羅馬法；體罰有所減少。
這座城市被描述為「兒童數量異常多」，因為其基督教居民避免了殺嬰，而殺嬰在日本社會很常見。長崎的房屋被漆成白色，這是葡萄牙的習俗。到1590年，該市有5,000名居民，到1600年則達到15,000名。
1603年至1613年間，長崎還出現了一所繪畫學校，由義大利人喬凡尼·尼科洛（Giovanni Niccolò）指導。
每年八月至九月之間，一艘黑船從果阿出發，這些「黑船」被葡萄牙人稱為 nau do trato（「貿易船」），並在風向改變時立即啟航，通常是在十一月或之後的二月或三月抵達長崎。由於東亞和東南亞季風模式不同，這段旅程可能需要兩年或更長時間才能完成。

## 葡佔長崎的結束
1586年，大村氏的土地被島津義久的軍隊攻陷，極大地威脅了這座城市。在豐後地區大友宗麟的要求下，豐臣秀吉進行了干預，因此島津義久於次年被擊敗。然而，秀吉在平定九州之後趁機宣布了第一份反基督教法令（伴天連追放令），驅逐天主教傳教士，並在翌年將長崎作為直轄領地，從而結束了外國對該市的控制。然而在隨後的幾十年中，它仍然是葡萄牙船隻的主要停靠港。 